# Bonifacije (trebinjsko-mrkanski biskup)
Bonifacije (Ravenna, kraj 13. st. – Osor, 1363.) bio je prelat Katoličke Crkve koji je služio kao biskup osorski od 1357. do 1363. godine. Prije toga, obnašao je dužnost biskupa trebinjsko-mrkanskog (1344.) te biskupa šibenskog (1344.–1357.).

## Životopis
Bonifacije je rođen u Ravenni sredinom 13. stoljeća. Imenovan je biskupom trebinjsko-mrkanskog, prema nekima prije 1344. godine. Dana 6. veljače 1344. premješten je za šibenskog biskupa nakon smrti biskupa Tolona. Prije nego što je stigla papina bula o imenovanju Bonifacija, šibenski Kaptol je izabrao za biskupa benediktinca Martina u skladu s ovlastima koje im je podijelio papa Bonifacije VIII. prigodom utemeljenja Šibenske biskupije. Došavši u Šibenik, Bonifacije pronalazi popunjenu šibensku stolicu. Tom prigodom pristaše biskupa Martina su mu poderale papinsku bulu imenovanja te je morao pobjeći iz Šibenika.
Nakon toga je sam papa naložio rapskom biskupu, opatu sv. Nikole u Šibeniku i kanoniku Sanzinu da imenovanog Bonifacija uvedu u kanonski posjed biskupije. Papa je zatim Martinov izbor proglasio ništavnim te je istakao pravo Svete Stolice na imenovanje šibenskih biskupa. Tek je 1345. godine Bonifacije mogao u miru preuzeti upravu biskupijom. Za svoga biskupovanja odobrio je dolazak dominikancima te dao dopuštenje da podignu samostan na obali.
Dana 19. srpnja 1357. prema papinoj odluci izmijenio biskupsku stolicu s osorskim biskupom Matejem Crnotom. Umro je u Osoru 1363. godine.

### Knjige
- Perić, Ratko. 2020. Kronotaksa trebinjsko-mrkanskih biskupa s nekim prijepornim pitanjima.   Krešić, Milenko (ur.). Trebinjsko-mrkanska biskupija za vrijeme posljednjeg biskupa ordinarija Nikole Ferića (1792.-1819.) i nakon njega. Teološko-katehetski institut u Mostaru. Mostar. str. 9–33

### Članci
- Peričić, Eduard. 1989. Bonifacij. Hrvatski biografski leksikon. Zagreb.  journal zahtijeva |journal= (pomoć)

### Mrežna sjedišta
- Bishop Bonifacio †. catholic-hierarchy.org (engleski). Pristupljeno 26. prosinca 2022.

| Titule u Katoličkoj Crkvi | Titule u Katoličkoj Crkvi        | Titule u Katoličkoj Crkvi |
| ------------------------- | -------------------------------- | ------------------------- |
| prethodnik Nikola         | Biskup trebinjsko-mrkanski 1344. | nasljednik Ivan de Mobili |
| prethodnik Tolon          | Biskup šibenski 1344.–1357.      | nasljednik Matej Crnota   |
| prethodnik Matej Crnota   | Biskup osorski 1357.–1363.       | nasljednik Mihael         |